# Christina Norling
Anna Christina Norling, född okänt år, död den 12 april 1826 (76 år gammal), var en svensk företagare. 
Hon var dotter till strumpmakaren Severin Norling (död den 6 juli 1796, 81 år gammal) i Göteborg. Hon gifte sig med Göran Bremberg (1745-1797). Paret köpte 1783 bryggerirörelsen Stampen i Göteborg av Lona Knape. Christina Norlin övertog det Brembergska bryggeriet vid makens död 1797 och expanderade det med sådan framgång att det vid hennes död värderades till det dubbla jämfört med när hon tog över. Hon avled barnlös 1827 och bryggeriet övertogs av Johan Albrecht Pripp (1795-1865) som gav det namnet Pripps och utvecklade det till Göteborgs största bryggeri.